# بهشتی برای گونگادین نیست
بهشتی برای گونگادین نیست, یک داستان از علی میردریکوندی است(اما نویسنده ترجیح می‌دهد که با نام گونگادین خوانده شود) این کتاب توسط جان همینگ ویرایش شده و او مقدمه کتاب را نوشته. این کتاب در سال ۱۹۶۵ توسط ویکتور گولانز به زبان انگلیسی منتشر شده و در شش زبان دیگر نیز ترجمه گشته.
در پیشگفتار استاد زاهنر (از دانشگاه آکسفورد) می‌گوید: علی میردریکوندی یک دهقان ایرانی بود که به صورت خود آموخته خواندن و نوشتن زبان فارسی را فرا گرفت و بعد از آن زبان انگلیسی بریتانیایی و آمریکایی را با کمک سربازانی که در جنگ جهانی دوم به ایران آمده بودند یادگرفت. عنوان این کتاب نام یک مسند ساخته شده توسط غلامرضا نعمت‌پور است که دربارهٔ زندگی نویسنده این کتاب می‌باشد.